# 玉名市立岱明中学校
玉名市立岱明中学校（たまなしりつ たいめいちゅうがっこう）は、熊本県玉名市岱明町浜田にある公立の中学校。
玉名市西部に位置している。

## 概要
歴史
1971年（昭和46年）に当時の玉名市と岱明町の学校組合によって運営されていた中学校2校（岱陽・岱南）が統合の上、開校した。なお、同時に玉名市と岱明町の学校組合を解消したため、当時の玉名市域（滑石・築山）の生徒は玉名市立玉名中学校へ転出という形となった。2025年（令和7年）に統合60周年を迎えた。
校訓
「理を明らかにし、身心岱に養う」
学校教育目標
「郷土に誇りをもち、夢に向かって挑戦する児童・生徒の育成」
（岱明中学校区小学校4校と共通）
校章
中央に校名の略称である「岱中」の文字（縦書き）を配している。
校歌
通学区域
小学校区は以下の通り。
- 玉名市立高道小学校
- 玉名市立鍋小学校
- 玉名市立大野小学校
- 玉名市立睦合小学校

## 沿革
前史
- 1947年（昭和22年）4月1日 - 学制改革（六・三制の実施）により、以下の新制中学校5校が発足。
  - 「鍋村立鍋中学校」
  - 「高道村立高道中学校」
  - 「滑石村立滑石中学校」
  - 「大野村立大野中学校」
  - 「陸合村立睦合中学校」
- 1948年（昭和23年）- 大野村と豊水村が組合を組織（5校）。
  - 「鍋村立鍋中学校」
  - 「高道村立高道中学校」
  - 「滑石村立滑石中学校」
  - 「豊水村大野村組合立 大豊中学校」
  - 「陸合村立睦合中学校」
- 1949年（昭和24年） 
  - 大野村が豊水村との組合を解消し、築山村および睦合村と組合を組織[2]。
    - 「鍋村立鍋中学校」
    - 「高道村立高道中学校」
    - 「滑石村立滑石中学校」
    - 「大野村築山村睦合村中学校組合立 岱南第一中学校」（大野村に設置）
    - 「大野村築山村睦合村中学校組合立 岱南第二中学校」（陸合村に設置）
- 1951年（昭和26年） 
  - 鍋村・高道村・滑石村の3村で組合を組織。
  - 岱南第一中学校と岱南第二中学校が統合。
    - 「高道村鍋村滑石村中学校組合立 岱陽中学校」（高道村に設置、鍋中学校・滑石中学校を統合）
    - 「大野村築山村睦合村中学校組合立 岱南中学校」
- 1954年（昭和29年）4月1日 - 町村合併により、滑石村および築山村が玉名市となる。
  - 「高道村鍋村玉名市中学校組合立 岱陽中学校」
  - 「大野村睦合村玉名市中学校組合立 岱南中学校」
- 1955年（昭和30年）4月1日 - 4村（高道・鍋・大野・睦合）が合併し「岱明村」が発足。
  - 「岱明村玉名市中学校組合立 岱陽中学校」
  - 「岱明村玉名市中学校組合立 岱南中学校」
- 1965年（昭和40年）4月1日 - 岱明村が町制施行により「岱明町」となる。
  - 「岱明町玉名市中学校組合立 岱陽中学校」
  - 「岱明町玉名市中学校組合立 岱南中学校」

統合
- 1971年（昭和46年）- 玉名市との組合を解消し、上記2校（岱陽・岱南）を統合の上、「岱明町立岱明中学校」となる。統合校舎が完成するまでの間、旧中学校2校の校舎を「分室」として使用を継続。
  - 「岱明町立岱明中学校 岱陽分室」（玉名市域（滑石）の生徒のために「玉名市立玉名中学校 岱陽分室」も併設）
  - 「岱明町立岱明中学校 岱南分室」（玉名市域（築山）の生徒のために「玉名市立玉名中学校 岱南分室」も併設）
- 1973年（昭和48年） - 統合校舎の完成により、岱陽分室および岱南分室を廃止（岱明中学校と玉名中学校が完全に分離）。
- 2005年（平成17年）10月3日 - 玉名市との合併により、「玉名市立岱明中学校」（現校名）となる。
- 2008年（平成20年）4月 - 2学期制を導入。
- 2025年（令和7年）2月 - 新校舎が完成[3]。

## 交通アクセス
最寄りの鉄道駅
- JR九州 鹿児島本線 「大野下駅」から徒歩で約25分（車で約5分）

## 周辺
- 玉名市立高道小学校
- 玉名市商工会岱明支所

## 著名な出身者
- 前田智徳（元広島東洋カープ）
- 溝脇隼人（中日ドラゴンズ）
- 霜上雄一（バドミントン日本代表）